# 艾偌舞蛛
艾偌舞蛛（学名：Alopecosa eruditoides）为狼蛛科舞蛛属的动物。分布于蒙古以及中国大陆的黑龙江等地。该物种的模式产地在蒙古。